# New Orleans (Schiff, 1814)
Die New Orleans war ein nicht fertiggestelltes Linienschiff (Zweidecker) der amerikanische Marine, aus den 1810er Jahren.

## Geschichte
Die New Orleans wurde am 15. Dezember 1814 unter der Bauaufsicht von Henry Eckford auf der Werft von Adam und Noah Brown in Sackets Harbor am Ontariosee auf Kiel gelegt. Sie war für den Einsatz auf den Großen Seen während des Britisch-Amerikanischen Krieges (1812–1815) vorgesehen, für welchen Eckford bereits acht Handelsschiffe umgerüstet und drei weitere Schiffe – zwei Fregatten und eine Korvette – gebaut hatte. Doch wurde ihr Bau nach Kriegsende im März 1815 eingestellt. Der unfertige Rumpf verblieb aber vor Ort und in den Listen der amerikanischen Marine, bis er am 24. September 1883 zum Abbruch an H. Wilkinson Jr. verkauft wurde.